# Прицці
Прицці (італ. Prizzi, сиц. Prizzi) — муніципалітет в Італії, у регіоні Сицилія,  метрополійне місто Палермо.
Прицці розташоване на відстані близько 480 км на південь від Рима, 45 км на південь від Палермо.
Населення — 4929 осіб (2014).
Щорічний фестиваль відбувається 23 квітня. Покровитель — святий мученик Юрій.

## Демографія
Населення за роками:

Станом на 1 січня 2023 року в муніципалітеті офіційно проживало 28 іноземців з 8 країн, серед них 18 громадян країн Євросоюзу.

## Сусідні муніципалітети
- Кампофеліче-ді-Фіталія
- Кастроново-ді-Січилія
- Корлеоне
- Леркара-Фридді
- Палаццо-Адріано
- Вікарі